# Sanlúcar de Barrameda
Sanlúcar de Barrameda é um município da Espanha na província de Cádis, comunidade autónoma da Andaluzia, de área 174 km² com população de 67 433 habitantes (2015) e densidade populacional de 365,21 hab/km².

## História
A cidade está fundada onde se julga ser o núcleo da civilização dos tartessos. Foram encontrados vestígios arqueológicos do dólmen de Hidalgo, uma anta e um tesouro na localidade Cortijo de Ébora que ainda conserva o nome pré-romano. Relata-se ter sido a cidade de partida da esquadra capitaneada por Fernão de Magalhães, partindo em 20 de setembro de 1519, que viria a concretizar a primeira circum-navegação marítima da história.

## Demografia
| Variação demográfica do município entre 1991 e 2015 | Variação demográfica do município entre 1991 e 2015 | Variação demográfica do município entre 1991 e 2015 | Variação demográfica do município entre 1991 e 2015 | Variação demográfica do município entre 1991 e 2015 |
| --------------------------------------------------- | --------------------------------------------------- | --------------------------------------------------- | --------------------------------------------------- | --------------------------------------------------- |
| 1991                                                | 1996                                                | 2001                                                | 2004                                                | 2015                                                |
| 56 006                                              | 61 088                                              | 60 254                                              | 62 662                                              | 67 433                                              |